# This was their finest hour
"이것이 그들의 가장 훌륭한 시간이었다"(This was their finest hour)는 윈스턴 처칠이 초당적 연립 정부의 영국 총리로 취임한 지 한 달여 뒤인 1940년 6월 18일 영국 하원에서 행한 연설이다.
이 연설은 그가 프랑스 공방전 기간 동안 행한 세 가지 연설 중 세 번째 연설로, 5월 13일의 "피, 수고, 눈물, 그리고 땀" 연설과 6월 4일의 "우리는 해변에서 싸울 것이다" 연설에 이은 것이다. "이것이 그들의 가장 훌륭한 시간이었다"는 프랑스가 6월 16일 저녁에 휴전을 요청한 후에 이루어졌다.

## 메시지
처칠은 연설에서 됭케르크 철수 작전 이후 프랑스에 지원할 수 있었던 낮은 수준의 지원을 정당화하고, 대부분의 지원 병력의 성공적인 철수를 보고했다. 그는 연립 정부에서 유화론자들을 숙청하거나 비난에 빠지지 않도록 압력에 저항했다. 그는 침략 시도를 막거나 격퇴하기 위해 여전히 이용 가능한 병력을 검토했으며, 그 검토를 다음과 같이 요약했다.
저는 이번 기회에 의회와 국가에 전쟁을 계속하려는 우리의 불굴의 결심의 확고하고 실제적인 근거를 제시하는 것이 옳다고 생각했으며, 우리의 세 군 전문 고문들이 만장일치로 그렇게 해야 한다고 조언하며, 최종 승리에 대한 좋고 합리적인 희망이 있다고 확신합니다.

그는 자치령으로부터의 지지 메시지를 보고했고, 비록 승리를 달성하는 방법이 아직 명확하지 않았더라도 승리에 대한 확신을 정당화했다.
이 무시무시한 대차대조표를 작성하며, 환상 없는 눈으로 우리의 위험을 숙고할 때, 저는 강렬한 경계와 노력의 큰 이유를 보지만, 공황이나 절망의 이유는 전혀 보지 못합니다. 지난 전쟁의 처음 4년 동안 연합국은 재난과 실망만 겪었지만, ... 마지막에는 한 공격적인 승리에서 다른 승리로 나아갔던 독일군보다 사기가 더 높았습니다. 그 전쟁 동안 우리는 반복적으로 "우리가 어떻게 이길 것인가?"라는 질문을 스스로에게 던졌고, 아무도 정확하게 답할 수 없었습니다. 그러다가 마침내, 갑자기, 전혀 예상치 못하게, 우리의 무시무시한 적은 우리 앞에서 무너졌습니다.

## 맺음말
결론은 영국 국가 생존에 대한 심각한 위험이 임박한 순간에도 국가 생존과 국익뿐만 아니라 영국이 싸우고 있고 처칠이 미국도 결국 싸울 것이라고 생각했던 고귀한 대의(자유, 기독교 문명, 소국들의 권리)에 대해서도 이야기한다. The War Illustrated는 이 연설을 "'제국이 천년 동안 지속된다면 사람들은 이것이 그들의 가장 훌륭한 시간이었다고 말할 것이다'"라는 제목으로 출판했다.
프랑스나 프랑스 정부, 혹은 다른 프랑스 정부와 일이 어떻게 되든지 간에, 우리 이 섬과 대영 제국의 우리는 프랑스 국민과의 동지애를 결코 잃지 않을 것입니다. 만약 우리가 이제 그들이 겪어왔던 고통을 견뎌야 한다면, 우리는 그들의 용기를 본받을 것이며, 최종 승리가 우리의 노고에 보상한다면 그들은 이득을 공유할 것이고, 그렇습니다, 자유는 모두에게 회복될 것입니다. 우리는 정당한 요구를 조금도 꺾지 않을 것입니다. 단 한 푼도 물러서지 않을 것입니다. 체코인, 폴란드인, 노르웨이인, 네덜란드인, 벨기에인이 우리의 대의에 동참했습니다. 이들 모두는 회복될 것입니다.
베강 장군이 프랑스 전투라고 부른 것은 끝났습니다. 저는 영국 본토 항공전이 막 시작되려 한다고 예상합니다. 이 전투에 기독교 문명의 생존이 달려 있습니다. 여기에 우리의 영국 생활과 우리 제도와 제국의 오랜 지속성이 달려 있습니다. 적의 모든 분노와 힘은 매우 곧 우리에게 향할 것입니다. 히틀러는 이 섬에서 우리를 무너뜨리거나 전쟁에서 패배해야 한다는 것을 알고 있습니다. 만약 우리가 그에게 맞설 수 있다면, 모든 유럽이 해방되고 세계의 삶은 넓고 햇살 가득한 고지로 나아갈 수 있을 것입니다. 그러나 우리가 실패한다면, 미국을 포함하여 우리가 알고 소중히 여겼던 모든 것을 포함한 전 세계가 왜곡된 과학의 빛으로 인해 더욱 불길하고 어쩌면 더욱 장기화될 새로운 암흑의 심연으로 가라앉을 것입니다. 그러므로 우리는 우리의 의무를 위해 스스로를 단단히 다잡고, 대영 제국과 그 연방이 천년 동안 지속된다면, 사람들은 여전히 "이것이 그들의 가장 훌륭한 시간이었다"라고 말할 수 있도록 행동합시다.

## 준비 및 발표
이 연설은 오후 3시 49분에 하원에서 행해졌으며, 36분 동안 지속되었다. 처칠은 그의 습관대로 23페이지 분량의 원고를 연설 직전과 연설 도중에도 수정했다. 그의 원고의 마지막 구절은 자유시 형식으로 배치되었는데, 처칠 학자들은 이를 그의 연설 스타일에 시편이 미친 영향으로 간주한다.

## 같이 보기
- 6월 18일 호소 – 같은 날 샤를 드 골이 한 또 다른 유명한 연설
- 이토록 많은 이들이 이토록 적은 이들에게 이토록 많은 빚을 진 적은 없었다
- 다키스트 아워
- 제2차 세계 대전 중 영국 본토 전선 타임라인

## 내용주
1. ↑  처칠은 이미 6월 17일 오후 짧은 무선 방송을 했었다:

우리는 이제 세계의 대의를 수호하기 위해 무기를 든 유일한 옹호자가 되었습니다... 우리는 우리의 섬나라 고향을 지킬 것이며, 대영 제국과 함께 히틀러의 저주가 인류의 이마에서 사라질 때까지 정복되지 않고 싸울 것입니다. 우리는 결국 모든 것이 잘 될 것이라고 확신합니다.[3]
2. ↑  독일 측으로 전쟁에 이탈리아가 참전한 것에 대해 스쳐 지나가듯 언급하며 가볍게 다루었다:우리는 또한 이탈리아 해군이 이 해역에서 해상 우위를 차지하러 올 것이라는 이야기도 듣고 있습니다. 만약 그들이 진정으로 그렇게 할 의도라면, 우리는 무솔리니 씨에게 그가 열망하는 역할을 할 수 있도록 지브롤터 해협을 통한 자유롭고 안전한 통행을 기꺼이 제공할 것이라고만 말하겠습니다. 영국 함대에는 이탈리아군이 지난 전쟁 당시 수준인지, 아니면 조금이라도 떨어졌는지 알아보려는 일반적인 호기심이 있습니다.
3. ↑  이 연설의 이 부분에는 두 가지 버전이 존재하는데, 온라인 핸사드에 실린 버전은 상당히 짧다.
4. ↑  이틀 후 하원의 비밀 회의에서 처칠은 미국이 영국이 완전히 몰락했다고 생각하면 영국을 지원하지 않을 것이라는 견해를 밝혔다. 미국의 개입 가능성이 가장 높은 것은 영국이 영웅적인 투쟁에 참여하는 광경이었다. 이미 미국은 영국에 군수품의 전폭적인 지원을 약속했으며, 11월 미국 선거 이후 처칠은 모든 영어를 사용하는 세계가 함께 줄을 설 것이라고 확신했다.[5]
5. ↑  온라인 전자 한사드에는 이 시점에 '대영 연방과 제국'으로 되어 있다. 앞서 언급했듯이 자치령에 대한 언급에 불일치가 있다.